# Atherosperma
Atherosperma es un género con once especies de plantas fanerógamas perteneciente a la familia Atherospermataceae.

## Taxonomía
El género fue descrito por Jacques Julien Houtton de La Billardière  y publicado en Novae Holl. Pl. Spec. 2: 74. 1806. La especie tipo es: Atherosperma moschatum Labill.

## Especies
- Atherosperma dilatatum Gand.
- Atherosperma elongatum Gand.
- Atherosperma moschatum Labill.
- Atherosperma muticum Gand.
- Atherosperma tasmanicum Gand.